# Clubiona kularensis
Clubiona kularensis är en spindelart som beskrevs av Yuri M. Marusik och Koponen 2002. Clubiona kularensis ingår i släktet Clubiona och familjen säckspindlar. Inga underarter finns listade i Catalogue of Life.